# Scheinwahl
Eine Scheinwahl ist eine Wahl, bei der der Ausgang bereits vorherbestimmt ist. Im Gegensatz zu einer demokratischen Wahl kommen verschiedene Mittel zum Einsatz, um das gewünschte Ergebnis herbeizuführen, bis hin zur Wahlfälschung.
Die international anerkannten Standards einer demokratischen Wahl, die Grundsätze einer allgemeinen, unmittelbaren, freien, gleichen und geheimen Wahl, werden dabei ganz oder teilweise verletzt. Die gewählten Kandidaten gelten deshalb als nicht demokratisch legitimiert.

## Bedeutung
Wahlen sind in einer repräsentativen Demokratie Ausdruck der Volkssouveränität und haben die Funktion, die Staatsorgane zu legitimieren und Personen auszuwählen, die das Volk vertreten. Seit 1948 gewährleistet die Allgemeine Erklärung der Menschenrechte in Art. 21 das allgemeine und gleiche Wahlrecht. Gemäß Art. 25 des Internationalen Pakts über bürgerliche und politische Rechte von 1966 hat jeder Staatsbürger das Recht und die Möglichkeit, bei echten, wiederkehrenden, allgemeinen, gleichen und geheimen Wahlen, bei denen die freie Äußerung des Wählerwillens gewährleistet ist, zu wählen und gewählt zu werden. Art. 3 des Zusatzprotokolls der EMRK verpflichtet die Vertragsparteien, „in angemessenen Zeitabständen freie und geheime Wahlen unter Bedingungen abzuhalten, welche die freie Äußerung der Meinung des Volkes bei der Wahl der gesetzgebenden Körperschaften gewährleisten.“
Scheinwahlen sollen eine solche Beteiligung nur vortäuschen, um die Handlungen eines autoritären Regimes als demokratisch legitimiert darzustellen.
Es handelt sich um eine Scheinwahl, wenn die Wahlmöglichkeiten unangemessen eingeschränkt oder beeinflusst werden. Das ist für das aktive Wahlrecht der Fall, wenn faktisch nur eine Option wählbar ist oder Wähler bedroht, gezwungen oder manipuliert werden, eine bestimmte Wahlentscheidung zu treffen. Für das passive Wahlrecht bedeutet das, dass nicht jeder frei kandidieren kann, indem etwa oppositionelle Kandidaten eingeschüchtert oder von der Wahl ausgeschlossen werden.
Verschiedene internationale Organisationen wie die Vereinten Nationen, die OSZE oder die Europäische Union entsenden Wahlbeobachter, um die Einhaltung der international anerkannten Wahlgrundsätze zu überwachen.

## Beispiele

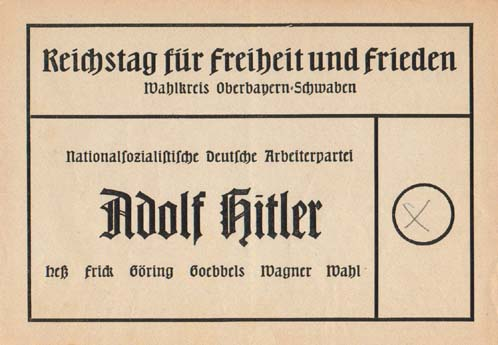
Stimmzettel aus dem Dritten Reich zur Reichstagswahl 1936 mit nur einer Wahlmöglichkeit

Manche Diktaturen sind bzw. waren offiziell ein Einparteiensystem; so etwa die Sowjetunion, das faschistische Italien und das nationalsozialistische Deutsche Reich. Die Wähler können dort die vorgegebene Kandidatenliste der Partei lediglich bestätigen, wie bei Ausübung des Stimmrechts in der Zeit des Nationalsozialismus.
Andere Diktaturen lassen zwar formell mehrere Parteien bestehen, z. B. die Volksdemokratien des Realsozialismus wie die DDR, die Volksrepublik China und Nordkorea, wo ein Blockparteiensystem existiert. Aber das Verständnis der sozialistischen Demokratie mit einem Führungsanspruch der Kommunistischen Partei und einer Identität der Interessen der Bevölkerung und der Regierung machen es zwingend notwendig, dass das Wahlvolk dem Kurs der Regierung vollständig zustimmt. Das schließt freie Wahlen mit wechselnden Mehrheiten aus.
Zusätzlich ist oftmals der Wahlvorgang selbst manipuliert. Beispielsweise gab es in der DDR bis 1989 zwar Wahlkabinen, wer aber tatsächlich davon Gebrauch machte (und damit von seinem Recht auf das Wahlgeheimnis), musste negative Reaktionen durch die Machthaber befürchten. Schließlich wurden durch Wahlfälschung die Ergebnisse nach Wunsch der Machthaber präsentiert.
Als „halbfrei“ werden Wahlen bezeichnet, wenn die Regierung (oder beispielsweise eine Besatzungsmacht) zwar Oppositionskandidaten zulässt, diese im Wahlkampf aber stark behindert bzw. die Regierung massiv ihre eigenen Kandidaten mit Staatsmitteln unterstützt. So kann die Regierung beispielsweise bestimmen, wer wie viel Wahlkampfmaterial (Papier, Sendezeiten) erhält. Beispiele dafür lassen bzw. ließen sich etwa in Ungarn unter der Regierung der Fidesz, in Polen unter der PiS und in der Türkei unter der AKP beobachten.